# Газни (река)
Газни́ (в низовье Дилеруд) — река в юго-восточной части Афганистана, протекающая по территории провинций Газни и Пактика. В долине реки, расположен одноимённый город. Впадает в озеро Аби-Истадайи-Газни. Основные притоки — Джильга, Наар.
Общая длина реки составляет 201 км, по прямой — 168 км, коэффициент извилистости — 1,2 %, сумма длин русловых образований 881 км. Площадь водосборного бассейна — 14700 км². Высота истока — 3300 м, устья — 1968 м, средний уклон — 0,66 %. Средневзвешенная высота водосбора — 3020 м. Амплитуда высот невелика и находятся в пределах 2000—3500 м, что не способствует накоплению и длительного сохранения снегов. Среднемноголетний расход воды ниже водохранилища Сирадж составляет 2,14 м³/с, удельная водность — 1,67 л/с на км² (годы наблюдения 1948—1952).